# Sofiene Zaaboub
Sofiene Zaaboub (Montereau-Fault-Yonne, 23 gennaio 1983) è un ex calciatore francese di origini algerine, di ruolo centrocampista.

## Carriera
Nella stagione 2005-2006 ha disputato 20 partite (segnando una rete) con la maglia del Brussels nella massima serie belga.

## Palmarès

### Club

#### Competizioni nazionali
- Campionato algerino: 1

ES Setif: 2011-2012
- Coppa di Algeria: 1

ES Setif: 2012